# Вятърът се надига
„Вятърът се надига“ (на японски: 風立ちぬ) е японски биографичен анимационен филм от 2013 година на режисьора Хаяо Миядзаки от „Студио Гибли“ по негов сценарий, базиран на едноименния роман на Тацуо Хори.
В центъра на събитията е конструкторът на самолети Джиро Хорикоши, който проектира моделите изтребители „Мицубиши A6M“ и „Мицубиши A5M“, широко използвани от японските военновъздушни сили през Втората световна война. Филмът също така засяга темата за Голямото земетресение в Канто.
През 2013 г. филмът получава награди „Alliance of Women Film Journalists“, „Asia Pacific Screen Awards“, „Boston Society of Film Critics“. През 2014 г.: „Оскар“, „Ани“, „Сателит“ и др.

## Персонажи
- Джиро Хорикоши – млад мъж (23 години), което страда от късогледство. След като вижда в съня си Капрони, мечтае да създаде самолети. Работи в компанията „Мицубиши“.
- Наоко Сатоми – любовта на главния герой.
- Киро Хонджо – приятел на Джиро.
- Джовани Батиста Капрони – известен италиански дизайнер на самолети, във виденията на главния герой.
- Г-н Курокава – началник на „Мицубиши“, страда от хипофизарен нанизъм.
- Г-н Каструп – немец временно живеещ в Япония.
- Кайо Хорикоши – сестра на Джиро.
- Сатоми – баща на Джиро.
- Г-жа Курокава – съпруга на Курокава
- Майка на Джиро
- Хатори

## Продукция
Манга публикувана през 2009 г.
Филм е продуциран от Тошио Судзуки и Наоя Фуджимаки. Сценарист е Хаяо Миядзаки.
Докато работа Миядзаки е бил вдъхновен от произведенията на Тацуо Хори „The Wind Has Risen“, Томас Ман „Вълшебната планина“ и Исак Левитан.
Музиката за филма е написана от Джо Хисаиши.

## Премиери
В Япония анимето е показано на 20 юли 2013 г. Също така филмът е показан в Южна Корея, Франция, Русия, Украйна, Турция, Швеция, Норвегия, Финландия, Дания, Испания, Холандия, Великобритания, Унгария, Германия, Австрия, Полша, Италия и в други страни.

### Чуждестранни сайтове
- Официален сайт ((ja))
- „Вятърът се надига“ в КиноПоиск ((ru))
- „Вятърът се надига“ в Allmovie ((en))
- „Вятърът се надига“ в Filmweb ((pl))
- „Вятърът се надига“ ((en))
- „Вятърът се надига“. Look At Me ((ru))

### Български сайтове
- „Вятърът се надига“. Дневник
- „Вятърът се надига“
- „Вятърът се надига“ – красивата лебедова песен на Миядзаки

### Рецензии
- От Борис Иванов на 8 февруари 2014 ((ru))
- От Станислав Шаргородский на 18 февруари 2014 ((ru))
- От Нина Ганчева на 28 декември 2014

1. ↑  www.boxofficemojo.com //  Box Office Mojo.   Посетен на 26 май 2022 г.